# تامون ماتشيدا
تامون ماتشيدا (باليابانية: 町田 多聞) (14 فبراير 1982 في وارابي في اليابان – )؛ هو لاعب كرة قدم ياباني سابق كان يلعب كمهاجم.

## وصلات خارجية
- تامون ماتشيدا على موقع رابطة كرة القدم اليابانية للمحترفين (اليابانية)